# مبنى الأسطوانة
مبنى الأسطوانة هو مبنى إداري مخصص للشؤون المالية والتجارية، وتم تصميمه من قبل المهندس التايواني لي زو يوان. وهو على شكل العملة الصينية القديمة، يقع مبنى الإسطوانة في مدينة شنيانغ التابعة لمحافظة لياونينغ بشمال شرق الصين. اختار موقع سياحة الحياة التابع لمحطة سي ان ان الأمريكية مبنى الإسطوانة ضمن أبشع عشر بنايات كبيرة في العالم وقد حصل على المركز التاسع.